# 에터-아-고-고 칼륨 통로
에터-아-고-고 칼륨 통로(영어: ether-a-go-go potassium channel)는 내부적으로 정류되는 전압 개폐 칼륨 통로이다.
예로는 hERG, KCNH6, KCNH7이 있다.

## 같이 보기
- 칼륨 통로